# Liste der grammatischen Klassifizierer
Klassifizierende Elemente in Termini der deutschen oder lateinischen Grammatik. Sie werden im Deutschen u. a. benutzt für Bedeutungsklassen von Nebensätze, Pronomen und adverbiale Bestimmungen.
- Adversativ- (Gegenüberstellung): -satz, -bestimmung
- Definit- (bestimmt): -artikel
- Demonstrativ- (hinweisend): -pronomen
- Determinativ- (bestimmend): -pronomen
- Final- (Absicht, Zweck): -satz, -bestimmung
- Indefinit- (unbestimmt): -artikel, -pronomen
- Instrumental- (Mittel): -satz, -bestimmung
- Interrogativ- (Frage): -adverb, -satz, -pronomen
- Lokal- (Ort): -adverb, -satz, -bestimmung
- Modal- (Art und Weise): -adverb, -satz, -bestimmung (sowie auch andere Bedeutungen; siehe unter modal)
- Kausal- (Grund): -satz, -bestimmung
- Komparativ- (Vergleich): -satz, -bestimmung
- Konditional- (Bedingung): -satz, -bestimmung
- Konsekutiv- (Folge): -satz, -bestimmung
- Konzessiv- (Einräumung): -satz, -bestimmung
- Personal- (persönlich): -pronomen
- Possessiv- (besitzanzeigend): -pronomen
- Reflexiv- (Rückbezug, rückbezüglich): -pronomen, -verb, -satz, -bestimmung
- Relativ- (Bezug, bezüglich): -pronomen, -satz, -bestimmung
- Reziprok- (wechselseitig): -pronomen
- Temporal- (Zeit): -satz, -bestimmung